# Leamington Spa
Leamington Spa, oficial Royal Leamington Spa dar în mod curent numit doar Leamington (/ˈlɛmɪŋtən/) este un oraș și o stațiune balneoclimaterică în comitatul Warwickshire, regiunea West Midlands, Anglia. Orașul se află în districtul Warwick a cărui reședință este.

## Personalități născute aici
- Aleister Crowley (1875 - 1946), ocultist;
- Henry Caine (1888 - 1962), actor;
- Peter Andre (n. 1973), muzician;
- Simon Archer (n. 1973), jucător de badminton;
- Ben Foster (n. 1983), fotbalist.

1. ↑  Hărți Google